# Christian Samuel Weiss
Christian Samuel Weiss, nemški mineralog in kristalograf, * 26. februar 1780, Leipzig, Nemčija, † 1. oktober 1856, Cheb, Češka.  
Študiral je v Leipzigu, Berlinu in Freibergu. Leta 1803 je v Leipzigu habilitiral in bil do leta 1808 asistent na katedri za fiziko. Leta 1810 je bil imenovan za profesorja mineralogije na Humboldtovi univerzi v Berlinu. 
Weiss je v kristalografijo vpeljal metodo analitične geometrije in predlagal sistem oznak kristalnih ploskev  (Weissovi parametri), ki je v uporabi še danes. Poudarjal je pomen smeri v kristalih in trdil, da so kristalografske osi možna osnova za ravrščanje kristalov. Uvedel  je kategorizacijsko shemo kristalnih sistemov in jo leta 1913 objavil v svojem prvem delu s področja kristalografije Über die natürlichen Abteilungen der Krystallisationssysteme (Naravna delitev kristalnih sistemov). Postavil je tudi osnovni zakon kristalografije, ki se po njem imenuje Weissov zakon cone. 
Leta 1853 je bil za svoje dosežke odlikovan z redom Pour le mérite za znanost in umetnost.

## Vir
- José Lima-de-Faria in Martin Julian Buerger: Historical atlas of crystallography